# Medaille für hervorragende Leistungen in der Volkswirtschaftsplanung der Deutschen Demokratischen Republik

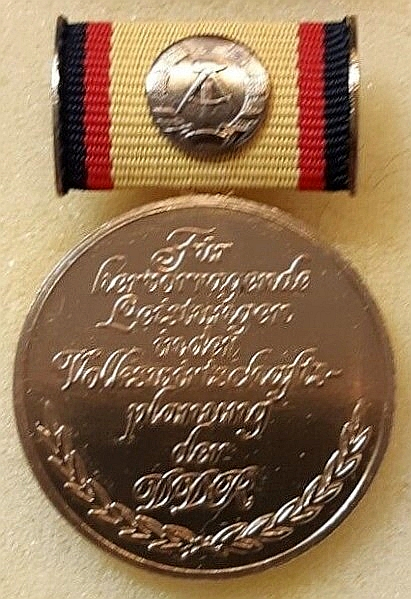
Medaille für hervorragende Leistungen in der Volkswirtschaftsplanung der DDR - Avers

Die Medaille für hervorragende Leistungen in der Volkswirtschaftsplanung der Deutschen Demokratischen Republik war eine staatliche Auszeichnung  der Deutschen Demokratischen Republik (DDR), welche in Form einer tragbaren Medaille verliehen wurde.

## Geschichte
Die Medaille wurde am 30. November 1978 in drei Stufen, Bronze, Silber und Gold gestiftet. Sie konnte verliehen werden für hervorragende Leistungen und hohe Einsatzbereitschaft sowie für langjährige Verdienstvolle Tätigkeit in der staatlichen Planung. Allerdings war die Höchstverleihungszahl jährlich begrenzt. So konnten nur 100 Medaillen in Bronze, 60 Medaillen in Silber und 30 Medaillen in der Stufe Gold verliehen werden. Im Übrigen konnte die Verleihung der Medaille nur an Einzelpersonen der staatlichen Planung sowie der Bezirks- und Kreisplankommissionen verliehen werden. Ferner auch an Planungsleiter von Kombinaten aus Industrie und Bauwesen und Mitarbeiter der Staatlichen Zentralverwaltung für Statistik und nachgeordneter Betriebe. Die Prämie betrug für die Bronzestufe 400 Mark, Silberstufe 700 Mark und für die Goldstufe 1000 Mark. Die Verleihung erfolgte alljährlich durch den Vorsitzenden der Staatlichen Plankommission am ersten Sonnabend des Märzes.

## Aussehen und Tragweise
Die bronze, versilberte oder vergoldete Medaille mit einem Durchmessern von 32 mm zeigt auf ihrem Avers mittig die kursive Inschrift: FÜR / HERVORRAGENDE / LEISTUNGEN / IN DER / VOLKSWIRTSCHAFTS- / PLANUNG / DER DDR, welche von zwei unten gekreuzten nach oben hin geschwungenen halbkreisförmigen Lorbeerzweigen umschlossen wurde. Das Revers der Medaille zeigte das Staatswappen der DDR. Getragen wurden die Medaille an der linken oberen Brustseite an einer 24 × 13 mm breiten goldfarbenen Spange, dessen Saum von je zwei senkrechten Mittelstreifen gebildet wird, die schwarz-rot sind. In der Mitte des Bandes war eine 10 mm große Miniatur des Staatswappens der DDR aufgebracht, die in den Farben der verliehenen Stufe gehalten war. Die Interimspange war von gleicher Beschaffenheit und zeigte ebenfalls zusätzlich die 10 mm große goldene aufgesetzte Miniatur des Staatswappens der DDR.